# Start-Up
Start-Up este un film serial sud-coreean din anul 2020 produs de postul tvN.

## Distribuție
- Bae Suzy - Seo Dal-mi
- Nam Joo-hyuk - Nam Do-san
- Kim Seon-ho - Han Ji-pyeong
- Kang Han-na - Won In-jae/Seo In-jae